# Ptochophyle
Ptochophyle är ett släkte av fjärilar. Ptochophyle ingår i familjen mätare.

## Dottertaxa tillPtochophyle, i alfabetisk ordning[1]
- Ptochophyle albidisca
- Ptochophyle ambolosy
- Ptochophyle ambrensis
- Ptochophyle amoenaria
- Ptochophyle anala
- Ptochophyle anamale
- Ptochophyle angulosa
- Ptochophyle anisocosma
- Ptochophyle anosibe
- Ptochophyle anthocroca
- Ptochophyle apicirubra
- Ptochophyle apseogramma
- Ptochophyle aurantibasis
- Ptochophyle auricincta
- Ptochophyle bradyspila
- Ptochophyle callichroa
- Ptochophyle carioni
- Ptochophyle conservata
- Ptochophyle corallina
- Ptochophyle crypsaurea
- Ptochophyle cyphosticha
- Ptochophyle dargei
- Ptochophyle definita
- Ptochophyle devia
- Ptochophyle deviaria
- Ptochophyle dilucida
- Ptochophyle dipyramida
- Ptochophyle dischista
- Ptochophyle dollmani
- Ptochophyle doricaria
- Ptochophyle dracontias
- Ptochophyle dubia
- Ptochophyle dubiefi
- Ptochophyle dujardini
- Ptochophyle eclipsis
- Ptochophyle exitela
- Ptochophyle faganaria
- Ptochophyle fasciata
- Ptochophyle flavipuncta
- Ptochophyle gnamptoloma
- Ptochophyle griseofusca
- Ptochophyle herbuloti
- Ptochophyle hiaraka
- Ptochophyle hilaris
- Ptochophyle hyalotypa
- Ptochophyle innotata
- Ptochophyle inornata
- Ptochophyle insolita
- Ptochophyle jabaina
- Ptochophyle kenricki
- Ptochophyle laeta
- Ptochophyle lakato
- Ptochophyle lineata
- Ptochophyle madecassa
- Ptochophyle marginata
- Ptochophyle mayeri
- Ptochophyle medioplaga
- Ptochophyle miniosa
- Ptochophyle moramanga
- Ptochophyle nasuta
- Ptochophyle nebulifera
- Ptochophyle neurina
- Ptochophyle niobe
- Ptochophyle notata
- Ptochophyle oophora
- Ptochophyle orana
- Ptochophyle orthogramma
- Ptochophyle ozophanes
- Ptochophyle peristoecha
- Ptochophyle permutans
- Ptochophyle phanoptica
- Ptochophyle phlogea
- Ptochophyle planaria
- Ptochophyle planctogramma
- Ptochophyle polyniphes
- Ptochophyle porphyrochlamys
- Ptochophyle prouti
- Ptochophyle ptolegenes
- Ptochophyle pulverulenta
- Ptochophyle rhodinaria
- Ptochophyle rothschildi
- Ptochophyle rubida
- Ptochophyle rubricata
- Ptochophyle rubripennis
- Ptochophyle sanguinipuncta
- Ptochophyle sanguinolenta
- Ptochophyle saturnuna
- Ptochophyle silvatica
- Ptochophyle sogai
- Ptochophyle sordida
- Ptochophyle sparsipuncta
- Ptochophyle stolida
- Ptochophyle strigata
- Ptochophyle subdefinita
- Ptochophyle subminiosa
- Ptochophyle tantale
- Ptochophyle tigrina
- Ptochophyle togata
- Ptochophyle tristicula
- Ptochophyle vadoni
- Ptochophyle westi
- Ptochophyle vinosa
- Ptochophyle virgata
- Ptochophyle vitrata
- Ptochophyle vola
- Ptochophyle volutaria
- Ptochophyle volutisignata
- Ptochophyle zaphleges
- Ptochophyle zearia
- Ptochophyle zombensis